# Saint-Chély-d'Apcher
Saint-Chély-d'Apcher este o comună în departamentul Lozère din sudul Franței. În 2009 avea o populație de 4.455 de locuitori.

## Evoluția populației
| An        | 1975  | 1982  | 1990  | 1999  | 2006  | 2009  |
| --------- | ----- | ----- | ----- | ----- | ----- | ----- |
| Populație | 4.624 | 4.726 | 4.570 | 4.316 | 4.484 | 4.455 |